# Lijst van afleveringen van Batman
Dit is een lijst van afleveringen van de series Batman: The Animated Series (65 afleveringen) en The New Batman Adventures (24 afleveringen). Ondanks de verschillende namen, kunnen beide series gezien worden als een en dezelfde serie, daar dezelfde personages voorkomen in beide series en beide series hetzelfde openingsfilmpje hebben.
De lijst bevat eveneens de bijbehorende animatiefilms en de cross-overs met andere series.

## Batman: The Animated Series

### Seizoen 1
| Titel aflevering | #   | Booswicht(en)                                                     | Regisseur             | Schrijvers                                                     | Uitzenddatum VS   |
| --- | --- | ----------------------------------------------------------------- | --------------------- | -------------------------------------------------------------- | ----------------- |
| On Leather Wings | 001 | Man-Bat                                                           | Kevin Altieri         | Mitch Brian                                                    | 6 september 1992  |
| Gotham City wordt geterroriseerd door een groot vleermuisachtig wezen waarop men concludeert dat het Batman is en de jacht op hem opent. Eerste optreden van de Man-Bat, Hamilton Hill, Harvey Dent, Alfred Pennyworth en Harvey Bullock. Batman en James Gordon kwamen al voor in een korte pilot-aflevering van enkele minuten.                                                      |     |                                                                   |                       |                                                                |                   |
| Christmas with the Joker | 002 | Joker                                                             | Kent Butterworth      | Eddie Gorodetsky                                               | 13 november 1992  |
| De Joker ontsnapt rond kerstmis en toont op de televisie hoe hij James Gordon, Harvey Bullock en Summer Gleason gegijzeld heeft. Batman en Robin moeten hen voor middernacht zien te vinden. Eerste optreden van de Joker, Dick Grayson als Robin en Summer Gleeson. |     |                                                                   |                       |                                                                |                   |
| Nothing to Fear | 003 | Scarecrow                                                         | Boyd Kirkland         | Henry T. Gilroy & Sean Catherine Derek                         | 15 september 1992 |
| De Scarecrow wil wraak nemen op de Universiteit van Gotham. Batman probeert hem te stoppen maar wordt getroffen door de Scarecrows gifgas dat angstaanjagende hallucinaties veroorzaakt. Eerste optreden van de Scarecrow. |     |                                                                   |                       |                                                                |                   |
| The Last Laugh | 004 | Joker                                                             | Kevin Altieri         | Carl Swenson                                                   | 22 september 1992 |
| Op 1 april verspreidt de Joker een gevaarlijk lachgas over de stad waarna hij aan het plunderen slaat. |     |                                                                   |                       |                                                                |                   |
| Pretty Poison | 005 | Poison Ivy                                                        | Boyd Kirkland         | Paul Dini en Michael Reaves                                    | 14 september 1992 |
| Harvey Dent, die net verloofd is met Pamela Isley, wordt vergiftigd. Batman moet de dader vinden, maar ook een tegengif. Eerste optreden van Poison Ivy. |     |                                                                   |                       |                                                                |                   |
| The Underdwellers | 006 | Sewer King                                                        | Frank Paur            | Tom Ruegger                                                    | 21 oktober 1992   |
| Batman onderzoekt een reeks vreemde straatroven, die leiden naar een groep kinderen en de Sewer King. |     |                                                                   |                       |                                                                |                   |
| P.O.V. | 007 | Anonieme gangster                                                 | Kevin Altieri         | Mitch Brian                                                    | 18 september 1992 |
| Een mislukte politie-operatie leidt tot de schorsing van Harvey Bullock, Renee Montoya en agent Wilkes. De vraag is met name hoe de zaak is foutgegaan. Eerste optreden van Renee Montoya. |     |                                                                   |                       |                                                                |                   |
| The Forgotten | 008 | Boss Biggis                                                       | Boyd Kirkland         | Jules Dennis, Richard Mueller & Sean Catherine Derek           | 8 oktober 1992    |
| Tijdens een undercover-onderzoek wordt Bruce Wayne ontvoerd en loopt hij geheugenverlies op. |     |                                                                   |                       |                                                                |                   |
| Be a Clown | 009 | Joker                                                             | Frank Paur            | Ted Pedersen & Steve Hayes                                     | 16 september 1992 |
| Burgemeester Hamilton Hill heeft een clown gehuurd voor het feest van zijn zoon. Deze is in werkelijkheid de Joker in vermomming. |     |                                                                   |                       |                                                                |                   |
| Two-Face: Part I | 010 | Rupert Thorne                                                     | Kevin Altieri         | Alan Burnett                                                   | 25 september 1992 |
| Rupert Thorne ontdekt dat Harvey Dent een gespleten persoonlijkheid heeft en wil hem hiermee chanteren, zodat Dent zijn bende met rust laat. Eerste optreden van Rupert Thorne; transformatie van Harvey Dent in Two-Face. |     |                                                                   |                       |                                                                |                   |
| Two-Face: Part II | 011 | Rupert Thorne en Two-Face                                         | Kevin Altieri         | Randy Rogel                                                    | 28 september 1992 |
| Nu bekend als Two-Face is Dent uit op wraak op Thorne. Maar deze maakt plannen om van zijn vijand af te komen. |     |                                                                   |                       |                                                                |                   |
| It's Never Too Late | 012 | Rupert Thorne en Arnold Stromwell                                 | Boyd Kirkland         | Tom Ruegger                                                    | 10 september 1992 |
| Een bendeoorlog tussen Rupert Thorne en Arnold Stromwell loopt op zijn einde, en Batman probeert Stromwell te overtuigen om hem te helpen tegen Thorne. Eerste optreden van Arnold Stromwell. |     |                                                                   |                       |                                                                |                   |
| I've Got Batman in My Basement | 013 | Penguin                                                           | Frank Paur            | Sam Graham & Chris Hubbell                                     | 30 september 1992 |
| Twee kinderen ontdekken dat de Penguin Batman heeft uitgeschakeld met een giftig gas tijdens een juwelenroof en helpen hem om zich te verbergen. Eerste optreden van de Penguin. |     |                                                                   |                       |                                                                |                   |
| Heart of Ice | 014 | Mr. Freeze en Ferris Boyle                                        | Bruce W. Timm         | Paul Dini                                                      | 7 september 1992  |
| De geheimzinnige Mr. Freeze pleegt aanvallen op Gothcorp. Batman probeert te onderzoeken wie hij is en waarom hij dit doet. Eerste optreden van Mr. Freeze; zijn tragische achtergrond werd zo populair dat dit in de strips overgenomen werd. |     |                                                                   |                       |                                                                |                   |
| The Cat and the Claw: Part I | 015 | Catwoman en Red Claw                                              | Kevin Altieri         | Sean Catherine Derek & Laren Bright                            | 5 september 1992  |
| Batman krijgt het aan de stok met Catwoman. Tegelijkertijd heeft hij gevoelens ontwikkeld voor ene Selina Kyle. Selina komt in de problemen met een terroristengroep genaamd "The Red Claw". Eerste optreden van Catwoman en Red Claw. |     |                                                                   |                       |                                                                |                   |
| The Cat and the Claw: Part II | 016 | Red Claw                                                          | Dick Sebast           | Sean Catherine Derek & Laren Bright                            | 12 september 1992 |
| Red Claw (leidster van de gelijknamige organisatie) en Batman ontdekken allebei dat Catwoman en Selina Kyle één en dezelfde zijn. Batman en Catwoman moeten hun krachten bundelen om de terroriste te verslaan. |     |                                                                   |                       |                                                                |                   |
| See No Evil | 017 | Lloyd Ventrix                                                     | Dan Riba              | Martin Pasko                                                   | 24 februari 1993  |
| De voormalige oplichter Ventrix dreigt zijn dochter aan zijn ex-vrouw af te moeten staan. Hij bouwt een onzichtbaar pak zodat hij haar kan blijven bezoeken, maar begint ook te stelen. |     |                                                                   |                       |                                                                |                   |
| Beware the Gray Ghost | 018 | Mad Bomber                                                        | Boyd Kirkland         | D. O'Flaherty & Tom Ruegger                                    | 4 november 1992   |
| Simon Trent (stem van Adam West) is na zijn rol als de Gray Ghost bankroet door een swiebertje-effect. Batman, die zich door Gray Ghost liet inspireren vraagt zijn hulp om een aantal misdaden, gerelateerd aan de oude show, op te lossen. Simon Trents carrière is gebaseerd op die van Adam West. Er zou in het DC Animated Universe nog vaker naar de Gray Ghost verwezen worden. |     |                                                                   |                       |                                                                |                   |
| Prophecy of Doom | 019 | Nostromos                                                         | Frank Paur            | Dennis Marks                                                   | 6 oktober 1992    |
| Een geheimzinnige cult onder de toekomstvoorspeller "Nostromos" wint aan kracht. Maar Batman ontdekt dat Nostromos een oplichter is. |     |                                                                   |                       |                                                                |                   |
| Feat of Clay: Part I | 020 | Roland Daggett                                                    | Dick Sebast           | Marv Wolfman & Michael Reaves                                  | 8 september 1992  |
| Bruce Wayne wordt beschuldigd van een moordpoging op Lucius Fox. De ware dader is ene Matt Hagen, in opdracht van Roland Daggett die hem in ruil beloofd heeft zijn verminkte gezicht te herstellen. Door het mislukken van de moord loopt alles heel anders af. Eerste optreden van Clayface, en van Roland Daggett.                                                                  |     |                                                                   |                       |                                                                |                   |
| Feat of Clay: Part II | 021 | Clayface                                                          | Kevin Altieri         | Marv Wolfman & Michael Reaves (Teleplay door Michael Reaves)   | 9 september 1992  |
| Vrijgelaten op borg gaat Batman op zoek naar de ware dader. Hagen is intussen in Clayface veranderd en wil wraak. |     |                                                                   |                       |                                                                |                   |
| Joker's Favor | 022 | Joker                                                             | Boyd Kirkland         | Paul Dini                                                      | 11 september 1992 |
| Charlie Collins, die per ongeluk de Joker beledigde, mag alleen blijven leven als hij de Joker een kleine dienst bewijst: helpen met een aanslag op het politiekorps. Eerste optreden van Harley Quinn, die uiteindelijk ook in de strips verscheen. |     |                                                                   |                       |                                                                |                   |
| Vendetta | 023 | Killer Croc                                                       | Frank Paur            | Michael Reaves                                                 | 5 oktober 1992    |
| Harvey Bullock wordt beschuldigd van moord. Batman gelooft dit in eerste instantie ook, maar ontdekt een spoor naar de ware dader: Killer Croc. Eerste optreden van Killer Croc. |     |                                                                   |                       |                                                                |                   |
| Fear of Victory | 024 | Scarecrow                                                         | Dick Sebast           | Samuel Warren Joseph                                           | 29 september 1992 |
| Veel sportlui lijken getroffen door de Scarecrows angstgif. Maar die zit toch vast in Arkham Asylum? Vanaf deze aflevering werd het kostuum van de Scarecrow gewijzigd om het wat griezeliger te maken. |     |                                                                   |                       |                                                                |                   |
| The Clock King | 025 | Clock King                                                        | Kevin Altieri         | David Wise                                                     | 21 september 1992 |
| Door op advies van Hamilton Hill zijn pauze te verzetten gaat Temple Fugates bedrijf failliet. Hij noemt zichzelf jaren later de Clock King en is vastbesloten wraak te nemen op burgemeester Hill. Eerste optreden van de Clock King. |     |                                                                   |                       |                                                                |                   |
| Appointment in Crime Alley | 026 | Roland Daggett                                                    | Boyd Kirkland         | Gerry Conway                                                   | 17 september 1992 |
| Roland Daggett wil Crime Alley opblazen zodat hij zijn eigen bedrijf kan uitbreiden. |     |                                                                   |                       |                                                                |                   |
| Mad as a Hatter | 027 | Mad Hatter                                                        | Frank Paur            | Paul Dini                                                      | 12 oktober 1992   |
| Jervis Tetch is stapelverliefd op ene Alice. Als zijn liefde hopeloos blijkt noemt hij zichzelf de Mad Hatter en begint met speciale apparaten andermans gedachten over te nemen. Eerste optreden van de Mad Hatter. |     |                                                                   |                       |                                                                |                   |
| Dreams In Darkness | 028 | Scarecrow                                                         | Dick Sebast           | Judith & Garfield Reeves-Stevens                               | 3 november 1992   |
| De Scarecrow wil zijn angstgif in de waterleiding verspreiden. Ondertussen zit Batman, die al besmet is, zelf in Arkham opgesloten. |     |                                                                   |                       |                                                                |                   |
| Eternal Youth | 029 | Poison Ivy                                                        | Kevin Altieri         | Beth Bornstein                                                 | 29 september 1992 |
| In een kuuroord verdwijnen vele rijke mensen. Alfred Pennyworth uiteindelijk ook. |     |                                                                   |                       |                                                                |                   |
| Perchance to Dream | 030 | Mad Hatter                                                        | Boyd Kirkland         | Laren Bright & Michael Reaves (Teleplay door Joe R. Lansdale)  | 19 oktober 1992   |
| Als Bruce op een ochtend wakker wordt blijken zijn ouders nog te leven, is hij verloofd met Selina Kyle en Robin is onbekend. Batman blijkt echter nog wel te bestaan. Is de persoonlijke nachtmerrie van Bruce nu echt voorbij? |     |                                                                   |                       |                                                                |                   |
| The Cape and Cowl Conspiracy | 031 | Josiah Wormwood                                                   | Frank Paur            | Elliot S. Maggin                                               | 14 oktober 1992   |
| Baron Jozek huurt ene Josiah Wormwood in om Batman in de val te lokken. |     |                                                                   |                       |                                                                |                   |
| Robin's Reckoning: Part I | 032 | Tony Zucco                                                        | Dick Sebast           | Randy Rogel                                                    | 7 februari 1993   |
| Als ze op het spoor komen van ene Billy Marin wil Batman de zaak plotseling zonder Robin afhandelen. Robin ontdekt dat Marin in werkelijkheid Tony Zucco is: de moordenaar van zijn ouders. |     |                                                                   |                       |                                                                |                   |
| Robin's Reckoning: Part II | 037 | Tony Zucco                                                        | Dick Sebast           | Randy Rogel                                                    | 14 februari 1993  |
| Robin is zelf op zoek naar Zucco en zou hem het liefst vermoorden. Batman is er echter ook nog. |     |                                                                   |                       |                                                                |                   |
| The Laughing Fish | 033 | Joker                                                             | Bruce W. Timm         | Paul Dini (gebaseerd op een verhaal van Steve Englehart)       | 10 januari 1993   |
| De Joker zorgt ervoor dat alle vissen in de zee van Gotham net zo'n grijns als hij krijgen, in de hoop hier geld aan te kunnen verdienen. De ambtenaren die hem proberen uit te leggen dat hij geen copyright op zoiets kan krijgen staan vervolgens bloot aan moordaanslagen. |     |                                                                   |                       |                                                                |                   |
| Night of the Ninja | 034 | Kyodai Ken                                                        | Kevin Altieri         | Steve Perry                                                    | 26 oktober 1992   |
| Een bende ninja's terroriseert Wayne Enterprises. Hun leider, Kyodai Ken, is een oude bekende uit Bruces tijd in Japan. Eerste optreden van het nieuwe personage Kyodai Ken alias De Ninja. |     |                                                                   |                       |                                                                |                   |
| Cat Scratch Fever | 035 | Roland Daggett en Professor Milo                                  | Boyd Kirkland         | Sean Catherine Derek                                           | 5 november 1992   |
| Selina Kyle komt op het spoor van een vreemd zaakje van Roland Daggett. Eerste optreden van Achilles Milo. |     |                                                                   |                       |                                                                |                   |
| The Strange Secret of Bruce Wayne | 036 | Hugo Strange, Joker, Penguin en Two-Face                          | Frank Paur            | David Wise (gebaseerd op een verhaal van Steve Englehart)      | 29 oktober 1992   |
| Een prominente rechter wordt gechanteerd met een vreemd bandje. Batman vindt een spoor naar een geheimzinnige kliniek onder leiding van dr. Hugo Strange. Eerste optreden van Hugo Strange, die verder alleen een cameo in Justice League Unlimited kreeg. |     |                                                                   |                       |                                                                |                   |
| Heart of Steel: Part One | 038 | H.A.R.D.A.C.                                                      | Kevin Altieri         | Brynne Stephens                                                | 16 november 1992  |
| Bruces oude vriend Karl Rossum heeft een A.I. uitgevonden die hij H.A.R.D.A.C. noemt. Tegelijkertijd lijken veel mensen zich vreemd te gedragen. Eerste verschijning van Barbara Gordon, de toekomstige Batgirl. |     |                                                                   |                       |                                                                |                   |
| Heart of Steel: Part Two | 044 | H.A.R.D.A.C.                                                      | Kevin Altieri         | Brynne Stephens                                                | 17 november 1992  |
| De vreemde personen blijken androïden te zijn die onder controle van H.A.R.D.A.C. staan. Batman moet H.A.R.D.A.C. stoppen voor alle inwoners van Gotham vervangen zijn door de androïden. |     |                                                                   |                       |                                                                |                   |
| If You're So Smart, Why Aren't You Rich? | 039 | Riddler                                                           | Eric Radomski         | David Wise                                                     | 18 november 1992  |
| Edward Nygma, alias de Riddler besluit wraak te nemen op zijn geldzuchtige ex-baas, door hem in een levensgroot doolhofspel gevangen te zetten. Eerste optreden van de Riddler. |     |                                                                   |                       |                                                                |                   |
| Joker's Wild | 040 | Joker en Cameron Kaiser                                           | Boyd Kirkland         | Paul Dini                                                      | 19 november 1992  |
| In het nieuwe casino Joker's Wild staat de Joker centraal. De echte Joker ontsnapt al snel om het casino te vernielen. Batman vraagt zich ondertussen af om waarom de eigenaar het casino zo gemodelleerd heeft. |     |                                                                   |                       |                                                                |                   |
| Tyger, Tyger | 041 | Dr. Emile Dorian                                                  | Frank Paur            | Michael Reaves en Randy Rogel (Teleplay door Cherie Wilkerson) | 30 oktober 1992   |
| Dr. Emile Dorian heeft een kruising tussen mens en kat genaamd Tygrus gekweekt. Hij ontvoerd vervolgens Catwoman om als Tygrus' vrouwtje te dienen. |     |                                                                   |                       |                                                                |                   |
| Moon of the Wolf | 042 | Antony Lupus en Professor Milo                                    | Dick Sebast           | Len Wein                                                       | 12 november 1992  |
| Er duikt een weerwolfachtig beest in de stad op. De geheimzinnige Professor Milo heeft hier iets mee te maken. |     |                                                                   |                       |                                                                |                   |
| Day of the Samurai | 043 | Kyodai Ken                                                        | Bruce W. Timm         | Steve Perry                                                    | 23 februari 1993  |
| Kyodai Ken ontvoerd de dochter van Yoru Sensei, zijn oude leermeester (en die van Bruce) om achter een dodelijke truc te komen. Aflevering speelt zich af in Japan. |     |                                                                   |                       |                                                                |                   |
| Terror in the Sky | 045 | Man-Bat                                                           | Boyd Kirkland         | Steve Perry, Mark Saraceni                                     | 9 november 1992   |
| Er verschijnt weer een Man-Bat in Gotham. Maar is het dit keer Kirk Langstrom wel? |     |                                                                   |                       |                                                                |                   |
| Almost Got 'Im | 046 | Joker, Harley Quinn, Two-Face, Penguin, Killer Croc en Poison Ivy | Eric Radomski         | Paul Dini                                                      | 11 november 1992  |
| De Joker, Penguin, Killer Croc, Two-Face en Poison Ivy vertellen ieder hun verhaal over hoe ze Batman bijna te pakken kregen. |     |                                                                   |                       |                                                                |                   |
| Birds of a Feather | 047 | Penguin                                                           | Frank Paur            | Chuck Menville                                                 | 8 februari 1993   |
| Veronica Vreeland wil om de aandacht te trekken een voormalige crimineel op haar volgende feest hebben, en begint derhalve gevoelens te vijnzen voor de Penguin. Batman is bang dat dit slecht afloopt. En dan ontdekt de verliefde Penguin de ware toedracht. Eerste optreden van Veronica Vreeland.                                                                                  |     |                                                                   |                       |                                                                |                   |
| What Is Reality? | 048 | Riddler                                                           | Dick Sebast           | Marty Isenberg, Robert N. Skir                                 | 24 november 1992  |
| Om James Gordon te redden moeten Batman en Robin een raadselwedstrijd van de Riddler winnen, in een virtual reality. |     |                                                                   |                       |                                                                |                   |
| I Am the Night | 049 | Jazzman                                                           | Boyd Kirkland         | Michael Reaves                                                 | 10 november 1992  |
| Batman komt per ongeluk te laat waardoor Gordon gewond raakt in een vuurgevecht. Bruce wil geen misdaad meer bestrijden. Zelfs niet als de schutter, Jazzman, ontsnapt. |     |                                                                   |                       |                                                                |                   |
| Off Balance | 050 | Graaf Vertigo                                                     | Kevin Altieri         | Len Wein                                                       | 21 november 1992  |
| Batman zit Graaf Vertigo op de hielen. Hij ontmoet hierbij ene Talia al Ghul, die zijn identiteit ontdekt. De vraag is of zij echt aan zijn kant staat. Eerste en enige optreden van Vertigo, eerste optreden van Talia al Ghul en Ra's al Ghul. |     |                                                                   |                       |                                                                |                   |
| The Man Who Killed Batman | 051 | Joker en Rupert Thorne                                            | Bruce W. Timm         | Paul Dini                                                      | 1 februari 1993   |
| Sidney Debris, een sullig klein crimineeltje vermoordt Batman per ongeluk, waarna hij de hele onderwereld en de Joker over zich heen krijgt. |     |                                                                   |                       |                                                                |                   |
| Mudslide | 052 | Clayface                                                          | Eric Radomski         | Alan Burnett                                                   | 15 september 1993 |
| Clayface moet geld stelen om een middel te vinden zodat zijn conditie stabiliseert: hij dreigt namelijk uit elkaar te vallen. |     |                                                                   |                       |                                                                |                   |
| Paging the Crime Doctor | 053 | Rupert Thorne                                                     | Frank Paur            | Mike W. Barr, Laren Bright                                     | 17 september 1993 |
| Dr. Matthew Thorne ziet zichzelf gedwongen te werken voor zijn broer Rupert. Voor een ingewikkelde operatie heeft hij echter hulp nodig en laat hij Leslie Thompkins, een oude vriendin van Batman en Alfred ontvoeren. |     |                                                                   |                       |                                                                |                   |
| Zatanna | 054 | Montague Kane                                                     | Dick Sebast, Dan Riba | Paul Dini                                                      | 2 februari 1993   |
| Batman besluit de goochelares Zatanna te helpen als zij onterecht van diefstal beschuldigd wordt. Eerste optreden van Zatanna. |     |                                                                   |                       |                                                                |                   |
| The Mechanic | 055 | Penguin                                                           | Kevin Altieri         | Steve Perry, Laren Bright                                      | 24 januari 1993   |
| Earl Cooper repareert de Batmobile na een forse schade. De Penguin knoeit er echter mee zodat hij de wagen op afstand besturen kan. Maffiabaas Carmine Falcone wordt in deze aflevering genoemd. Het plan van de Penguin om de Batmobile te saboteren kwam al eerder voor in de Batman-film Batman Returns.                                                                            |     |                                                                   |                       |                                                                |                   |
| Harley and Ivy | 056 | Harley Quinn, Poison Ivy en Joker                                 | Boyd Kirkland         | Paul Dini                                                      | 18 januari 1993   |
| Harley Quinn wordt (weer) door de Joker in de steek gelaten, waarna zij een succesvol partnerschap met Poison Ivy begint. Eerste samenwerking tussen Harley en Ivy. |     |                                                                   |                       |                                                                |                   |
| Shadow of the Bat: Part I | 057 | Two-Face, Rupert Thorne en Gil Mason                              | Boyd Kirkland         | D. O'Flaherty & T. Ruegger                                     | 13 september 1993 |
| James Gordon wordt gearresteerd wegens de beschuldiging van het aannemen van steekpenningen. Als Batman (als Matches Malone) ontdekt wie er achter zit, verdwijnt hij. Barbara Gordon neemt het heft in eigen hand en noemt zichzelf Batgirl. Eerste optreden van Batgirl. |     |                                                                   |                       |                                                                |                   |
| Shadow of the Bat: Part II | 061 | Two-Face en Gil Mason                                             | Frank Paur            | Brynne Stephens                                                | 14 september 1993 |
| Robin en Batgirl komen allebei apart tot de ontdekking dat Gil Mason de corrupteling is, en dat hij werkt voor Two-Face. |     |                                                                   |                       |                                                                |                   |
| Blind as a Bat | 058 | Penguin                                                           | Dan Riba              | Mike Underwood, Len Wein                                       | 22 februari 1993  |
| Batman verliest zijn zicht grotendeels en heeft een machine nodig om nog iets te kunnen zien. Tot de machine uitvalt, terwijl hij net achter de Penguin aanzit die een geavanceerde gevechtshelikopter heeft gestolen. |     |                                                                   |                       |                                                                |                   |
| The Demon's Quest: Part I | 059 | Ra's al Ghul                                                      | Kevin Altieri         | Dennis O'Neil                                                  | 3 mei 1993        |
| Als Robin ontvoerd is ontmoet Batman ene Ra's al Ghul die hem vertelt dat zijn dochter Talia ook ontvoerd is. Samen gaan ze op zoek. Maar Ra's plannen zijn in werkelijkheid heel anders. Aflevering speelt zich af in Calcutta en Azië. |     |                                                                   |                       |                                                                |                   |
| The Demon's Quest: Part II | 063 | Ra's al Ghul                                                      | Kevin Altieri         | Dennis O'Neil & Len Wein                                       | 4 mei 1993        |
| Batman en Robin ontdekken Ra's hoofdkwartier, van waaruit hij plannen maakt om de mensheid te vernietigen. Aflevering speelt zich af in Azië. |     |                                                                   |                       |                                                                |                   |
| His Silicon Soul | 060 | H.A.R.D.A.C. en Batman-robot                                      | Boyd Kirkland         | Marty Isenberg, Robert N. Skir                                 | 20 november 1992  |
| Een Batman-robot duikt op in Gotham, in verband met H.A.R.D.A.C.'s plannen voor een robot-maatschappij. |     |                                                                   |                       |                                                                |                   |
| Fire From Olympus | 062 | Maxie Zeus                                                        | Dan Riba              | Judith en Garfield Reeves-Stevens                              | 24 mei 1993       |
| De krankzinnige Maxie Zeus denkt hij de reïncarnatie van Zeus is en wil de "stervelingen" met bliksem bestoken. Eerste en enige optreden van Maxie Zeus. |     |                                                                   |                       |                                                                |                   |
| Read My Lips | 064 | Ventriloquist                                                     | Boyd Kirkland         | Alan Burnett & Michael Reaves                                  | 10 mei 1993       |
| Een nieuwe bende onder ene Scarface verschijnt. Scarface blijkt echter een buikspreekpop, die de tweede persoonlijkheid vertegenwoordigt van Arnold Wesker, alias de Ventriloquist. Eerste optreden van de Ventriloquist en Scarface. |     |                                                                   |                       |                                                                |                   |
| The Worry Men | 065 | Mad Hatter                                                        | Frank Paur            | Paul Dini                                                      | 16 september 1993 |
| Veronica Vreeland brengt zogenaamde zorgenpoppetjes mee uit Midden-Amerika en deelt deze uit aan haar gasten. Niemand weet dat de poppen microchips bevatten die mensen hypnotiseren in hun slaap. |     |                                                                   |                       |                                                                |                   |

### Film:Mask of the Phantasm
| Titel aflevering | #   | Booswicht(en)     | Regisseur                                          | Schrijvers                     | Uitgebracht in VS op: |
| --- | --- | ----------------- | -------------------------------------------------- | ------------------------------ | --------------------- |
| Batman: Mask of the Phantasm | 001 | Phantasm en Joker | Alan Burnett Paul Dini Martin Pasko Michael Reaves | Eric Radomski en Bruce W. Timm | 25 december 1993      |
| Een geheimzinnige wreker begint gangsters te vermoorden, en Batman krijgt de schuld. De vraag is of een link tussen de slachtoffers bestaat. En tot overmaat van ramp is ook de Joker in de zaak betrokken. |     |                   |                                                    |                                |                       |

### Seizoen 2
Dit seizoen stond ook wel bekend als The Adventures of Batman & Robin. De toon was lichter en Robin had een prominentere rol.
| Titel aflevering | #   | Booswicht(en)                                             | Regisseur     | Schrijvers                                                          | Uitzenddatum VS   |
| --- | --- | --------------------------------------------------------- | ------------- | ------------------------------------------------------------------- | ----------------- |
| Sideshow | 066 | Killer Croc                                               | Boyd Kirkland | Michael Reaves                                                      | 3 mei 1994        |
| Killer Croc ontsnapt en sluit zich aan bij een voormalige freak-show, die hij tegen Batman opstookt. |     |                                                           |               |                                                                     |                   |
| A Bullet for Bullock | 067 | Vincent Starkey                                           | Frank Paur    | Michael Reaves                                                      | 14 september 1995 |
| Er worden aanslagen gepleegd op Harvey Bullock, die zich gedwongen ziet om met zijn rivaal Batman samen te werken. |     |                                                           |               |                                                                     |                   |
| Trial | 068 | Alle gevangenen in Arkham Asylum                          | Dan Riba      | Paul Dini, Bruce W. Timm                                            | 16 mei 1994       |
| De nieuwe Officier van Justitie ziet Batman als een gevaar, maar spoedig worden zij en Batman gevangengenomen door de in opstand gekomen patiënten van Arkham. Zij berechten Batman, en de Officier moet hem zien te verdedigen. |     |                                                           |               |                                                                     |                   |
| Avatar | 069 | Ra's al Ghul en Thoth Khepera                             | Kevin Altieri | Michael Reaves                                                      | 9 mei 1994        |
| Ra's al Ghul is op zoek naar de graftombe van een Egyptische tovenares. Batman en Talia proberen hem te stoppen, omdat het gevaar groter is dan Ra's denkt. Aflevering speelt zich af in Egypte. |     |                                                           |               |                                                                     |                   |
| House and Garden | 070 | Poison Ivy                                                | Boyd Kirkland | Paul Dini                                                           | 2 mei 1994        |
| Poison Ivy is vrij en getrouwd met haar arts. Maar overal in Gotham worden rijke vrijgezellen beroofd en vergiftigd op haar manier. Batman is er niet zeker van dat Poison Ivy haar slechte periode achter zich heeft gelaten. |     |                                                           |               |                                                                     |                   |
| The Terrible Trio | 071 | The Terrible Trio                                         | Frank Paur    | Alan Burnett en Michael Reaves                                      | 11 september 1995 |
| Drie verveelde vrienden van Bruce gaan het slechte pad op als de Vos, de Haai en de Gier. Eerste en enige optreden van het Terrible Trio. Bruce Timm ziet deze aflevering als de slechtste uit het hele DC Animated Universe. |     |                                                           |               |                                                                     |                   |
| Harlequinade | 072 | Joker, Boxy Bennett en Harley Quinn                       | Kevin Altieri | Paul Dini                                                           | 23 mei 1994       |
| De Joker bedreigt de stad met een atoombom. Harley moet Batman en Robin helpen om hem te vinden voor het te laat is. |     |                                                           |               |                                                                     |                   |
| Time Out of Joint | 073 | Clock King                                                | Dan Riba      | Alan Burnett                                                        | 9 oktober 1994    |
| De Clock King wil met een uitvinding waardoor hij enorm snel kan zijn, voorgoed wraak nemen op burgemeester Hill. |     |                                                           |               |                                                                     |                   |
| Catwalk | 074 | Catwoman en Ventriloquist                                 | Boyd Kirkland | Paul Dini                                                           | 13 september 1995 |
| Catwoman werkt samen met de Ventriloquist en Scarface om Veronica Vreeland een hak te zetten. Maar Scarface is niet erg betrouwbaar. |     |                                                           |               |                                                                     |                   |
| Bane | 075 | Rupert Thorne, Candice en Bane                            | Kevin Altieri | Mitch Brian                                                         | 10 september 1994 |
| Rupert Thorne huurt Bane in: een extreem sterke vechter. Maar Bane wil meer dan alleen Batman verslaan. Eerste optreden van Bane. |     |                                                           |               |                                                                     |                   |
| Baby-Doll | 076 | Baby-Doll                                                 | Boyd Kirkland | D. O'Flaherty & Tom Ruegger                                         | 1 oktober 1994    |
| De ex-kindster Baby-Doll gijzelt haar voormalige mede-acteurs. Eerste optreden van Baby-Doll. |     |                                                           |               |                                                                     |                   |
| The Lion and the Unicorn | 077 | Red Claw                                                  | Boyd Kirkland | Diane Duane, Philip Morwood, Steve Perry                            | 15 september 1995 |
| Oude kennissen van Alfred ontvoeren hem om achter een code uit zijn tijd als geheim agent te komen. Aflevering speelt zich grotendeels af in Londen. |     |                                                           |               |                                                                     |                   |
| Showdown | 078 | Ra's al Ghul en Arcady Duvall                             | Kevin Altieri | Kevin Altieri, Paul Dini, Bruce W. Timm, Joe R. Lansdale (teleplay) | 12 september 1995 |
| Ra's al Ghul vertelt hoe ooit de revolverheld Jonah Hex hem ervan weerhield de spoorweg op te blazen. Eerste optreden van Jonah Hex in het DC Animated Universe. Aflevering speelt zich grotendeels af in het Wilde Westen. |     |                                                           |               |                                                                     |                   |
| Riddler's Reform | 079 | Riddler                                                   | Dan Riba      | Alan Burnett, Paul Dini, Randy Rogel                                | 24 september 1994 |
| Batman en Robin kunnen maar moeilijk geloven dat de Riddler zich echt bekeerd heeft. Maar ook de Riddler merkt al snel dat hij het niet kan laten om slimmer dan hen te proberen te zijn. |     |                                                           |               |                                                                     |                   |
| Second Chance | 080 | Two-Face, Penguin en Rupert Thorne                        | Boyd Kirkland | Paul Dini, Michael Reaves                                           | 17 september 1994 |
| Two-Face wordt, voor hij zijn gezicht kan laten herstellen, ontvoerd. Welk crimineel meesterbrein wil er wraak op hem nemen? |     |                                                           |               |                                                                     |                   |
| Harley's Holiday | 081 | Harley Quinn en Boxy Bennett                              | Kevin Altieri | Paul Dini                                                           | 15 oktober 1994   |
| Harley wordt genezen verklaard en vrijgelaten. Door een paar misverstanden stapelen de problemen zich echter al snel om haar op en de chaos is niet te overzien. |     |                                                           |               |                                                                     |                   |
| Lock-Up | 082 | Lock-Up                                                   | Dan Riba      | Paul Dini                                                           | 19 november 1994  |
| Lyle Bolton, hoofdbewaker van Arkham, wordt ontslagen omdat hij de patiënten terroriseert. Hij noemt zichzelf Lock-Up en besluit de personen die hij als schuldig aan de misdaad ziet op te sluiten: de ambtenaren, maar ook Batman en Robin. Lock-Up is later ook in de strips geïntroduceerd. |     |                                                           |               |                                                                     |                   |
| Make 'Em Laugh | 083 | Joker, Condiment King, Pack Rat, Mighty Mom en Mad Hatter | Boyd Kirkland | Paul Dini, Randy Rogel                                              | 5 november 1994   |
| Gehersenspoelde komieken worden in vreemde criminelen veranderd. De Joker was namelijk kwaad omdat hij niet mee mocht doen aan een cabaretfestival. |     |                                                           |               |                                                                     |                   |
| Deep Freeze | 084 | Mr. Freeze en Grant Walker                                | Kevin Altieri | Paul Dini, Bruce W. Timm                                            | 26 november 1994  |
| De krankzinnige miljardair Grant Walker bevrijdt Mr. Freeze om hem mee te laten werken aan Walkers plan om de wereld te bevriezen. In ruil daarvoor zal hij Freeze helpen om zijn vrouw Nora te genezen. Grant Walker (die droomt van een vrolijke wereld en zichzelf wil invriezen) is ietwat gebaseerd op Walt Disney, terwijl zijn grote plan doet denken aan Bond-schurken zoals Karl Stromberg. |     |                                                           |               |                                                                     |                   |
| Batgirl Returns | 085 | Roland Daggett en Catwoman                                | Dan Riba      | Michael Reaves, Brynne Stephens                                     | 12 november 1994  |
| Als Bruce in Europa is voor zaken vindt er een diefstal plaats van een kostbaar kattenbeeldje en besluit Batgirl zelf op onderzoek uit te gaan. Catwoman is ook op zoek naar de dader, en Robin bemoeit zich er ook mee. |     |                                                           |               |                                                                     |                   |

### Film:Subzero
| Titel aflevering | #   | Booswicht(en)                    | Regisseur     | Schrijvers                | Uitzenddatum VS |
| --- | --- | -------------------------------- | ------------- | ------------------------- | --------------- |
| Batman & Mr. Freeze: SubZero | 002 | Mr. Freeze en Dr. Gregory Belson | Boyd Kirkland | Boyd Kirkland Randy Rogel | 1998            |
| Nora Fries is per ongeluk ontdooid en Mr. Freeze keert terug naar Gotham om haar te redden. Daar is een orgaantransplantatie voor nodig, en degene die het best in aanmerking komt is Barbara Gordon. |     |                                  |               |                           |                 |

## The New Batman Adventures

#### Seizoen 1
| Titel aflevering | #   | Booswicht(en)                               | Regisseur                    | Schrijvers      | Uitzenddatum VS   |
| --- | --- | ------------------------------------------- | ---------------------------- | --------------- | ----------------- |
| Holiday Knights | 001 | Harley Quinn en Poison Ivy, Clayface, Joker | Paul Dini                    | Dan Riba        | 13 september 1997 |
| Drie korte verhalen rond de feestdagen: 22 december. Poison Ivy en Harley Quinn nemen Bruce Wayne gevangen om op zijn kosten kerstinkopen te doen. 24 december. Vanwege een reeks geheimzinnige winkeldiefstallen moeten Harvey Bullock en Renee Montoya respectievelijk als kerstman en elfje undercover. Samen met Batgirl ontdekken ze dat Clayface de dader is. 31 december. De Joker kondigt als goed voornemen aan in het nieuwe jaar niemand te vermoorden... wat inhoudt dat hij vandaag wat harder zijn best zal doen. Batman en Robin ontdekken dat hij precies op middernacht een heel plein vol mensen wil vermoorden. Eerste optreden van Tim Drake als Robin. |     |                                             |                              |                 |                   |
| Sins of the Father | 002 | Two-Face                                    | Rich Fogel                   | Curt Geda       | 20 september 1997 |
| De jonge Tim Drake raakt betrokken bij een plan van Two-Face en komt zo bij Batman terecht. Hij besluit de nieuwe Robin te worden. Deze aflevering speelt chronologisch voor de vorige. Eerste verschijning van Dick Grayson na zijn carrière als Robin. |     |                                             |                              |                 |                   |
| Cold Comfort | 003 | Mr. Freeze                                  | Hilary J. Bader              | Dan Riba        | 11 oktober 1997   |
| Mr. Freeze keert terug in Gotham en begint ieders dierbaarste bezit te vernietigen. |     |                                             |                              |                 |                   |
| Double Talk | 004 | Ventriloquist                               | Robert Goodman               | Curt Geda       | 22 november 1997  |
| Arnold Wesker is genezen van zijn Scarface-persoonlijkheid, maar zijn oude bende legt zich hier niet zomaar bij neer. |     |                                             |                              |                 |                   |
| You Scratch My Back | 005 | Catwoman en Enrique el Gancho               | Hilary J. Bader              | Dan Riba        | 15 november 1997  |
| Nightwing probeert op eigen houtje een smokkelzaak te onderzoeken, en krijgt daarbij onverwachte hulp van Catwoman. Eerste optreden van Dick Grayson als Nightwing. |     |                                             |                              |                 |                   |
| Never Fear | 006 | Scarecrow                                   | Stan Berkowitz               | Kenji Hachizaki | 1 november 1997   |
| De Scarecrow ontwikkelt een nieuw gif dat alle angst wegneemt, waardoor je volkomen roekeloos wordt. Ook Batman krijgt dit gif binnen. |     |                                             |                              |                 |                   |
| Joker's Millions | 007 | Joker                                       | Paul Dini                    | Dan Riba        | 2 februari 1998   |
| De Joker erft tien miljoen van een oude rivaal, laat zich genezen verklaren en begint een luxe leven. Als de belasting een deel komt innen blijkt echter het grootste gedeelte van de erfenis vals, behalve wat hij al uitgegeven heeft. Eerste aflevering waarin Penguin niet als kunstrover maar als nachtclubeigenaar voorkomt. |     |                                             |                              |                 |                   |
| Growing Pains | 008 | Clayface                                    | Paul Dini and Robert Goodman | Atsuko Tanaka   | 28 februari 1998  |
| Robin ontmoet een meisje met geheugenverlies dat door haar vader achtervolgd wordt. Haar "vader" blijkt Clayface, en het meisje is een deel van hem dat als verkenner moest dienen. |     |                                             |                              |                 |                   |
| Love is a Croc | 009 | Killer Croc en Baby-Doll                    | Steve Gerber                 | Butch Lukic     | 11 juli 1998      |
| Killer Croc en Baby-Doll vormen een stelletje, maar ook een misdadig duo. |     |                                             |                              |                 |                   |
| Torch Song | 010 | Firefly                                     | Rich Fogel                   | Curt Geda       | 13 juni 1998      |
| Garfield Lynns wordt gedumpt door zijn vriedin en neemt de identiteit van Firefly om wraak te nemen. Eerste optreden van Firefly. |     |                                             |                              |                 |                   |

### Seizoen 2
| Titel aflevering | #   | Booswicht(en)                          | Regisseur       | Schrijvers                         | Uitzenddatum VS   |
| --- | --- | -------------------------------------- | --------------- | ---------------------------------- | ----------------- |
| The Ultimate Thrill | 011 | Roxy Rocket en Penguin                 | Dan Riba        | Hilary J. Bader                    | 14 juli 1998      |
| Voormalig stuntvrouw en adrenalineverslaafde Roxy Rocket begint te stelen in opdracht van de Penguin. Eerste optreden van Roxy Rocket. |     |                                        |                 |                                    |                   |
| Over the Edge | 012 | Scarecrow, Bane en de Gothamse politie | Yuichiro Yano   | Paul Dini                          | 23 mei 1998       |
| Batgirl wordt vermoord door de Scarecrow. Gordon, die er nu pas achter komt dat Batgirl zijn dochter Barbara was, open de jacht op Batman en sluit zelfs een deal met Bane.                                                                         |     |                                        |                 |                                    |                   |
| Mean Seasons | 013 | Calendar Girl                          | Hiroyuki Aoyama | Hilary J. Bader                    | 25 april 1998     |
| Batman krijgt het aan de stok met het wraakzuchtige ex-fotomodel Calendar Girl. De Calendar Girl is gebaseerd op de Calendar Man. |     |                                        |                 |                                    |                   |
| Critters | 014 | Farmer Brown                           | Dan Riba        | Steve Gerber and Joe R. Lansdale   | 19 september 1998 |
| Genetisch ingenieur Brown gaat failliet. Een jaar later neemt hij wraak door gemuteerde dieren op de stad los te laten. |     |                                        |                 |                                    |                   |
| Cult of the Cat | 015 | Catwoman en Thomas Blake               | Butch Lukic     | Paul Dini and Stan Berkowitz       | 18 september 1998 |
| Catwoman wordt gezocht door een kattencultus na het stelen van een beeldje. Batman wil haar helpen. In de strips is Thomas Blake de ware naam van Catman.                                                                                           |     |                                        |                 |                                    |                   |
| Animal Act | 016 | Mad Hatter                             | Curt Geda       | Hilary J. Bader                    | 26 september 1998 |
| Als het oude circus van Dick Grayson weer in de stad is vinden er vreemde diefstallen plaats. Heeft iemand de circusdieren hier soms voor getraind?                                                                                                 |     |                                        |                 |                                    |                   |
| Old Wounds | 017 | Joker                                  | Curt Geda       | Rich Fogel                         | 3 oktober 1998    |
| Nightwing verteld aan Robin hoe hij (als Robin) en Batman met ruzie uit elkaar gegaan zijn. |     |                                        |                 |                                    |                   |
| The Demon Within | 018 | Klarion the Witch Boy                  | Atsuko Tanaka   | Rusti Bjornhoel and Stan Berkowitz | 9 mei 1998        |
| Batman en Robin helpen de occultist Jason Blood als iemand zijn alter-ego Etrigan the Demon overgenomen heeft. Eerste optreden van Etrigan. |     |                                        |                 |                                    |                   |
| Legends of the Dark Knight | 019 | Joker, de Mutants en Firefly           | Dan Riba        | Robert Goodman and Bruce W. Timm   | 10 oktober 1998   |
| Een groep kinderen in Gotham vertelt elkaar verhalen over hun visie op Batman. Een ervan lijkt op de komische, op kinderen gerichte Batman-strips uit de jaren 50, terwijl een ander een hervertelling is van een scène uit The Dark Knight Returns |     |                                        |                 |                                    |                   |
| Girls' Night Out | 020 | Poison Ivy, Harley Quinn en Livewire   | Hilary J. Bader | Curt Geda                          | 17 oktober 1998   |
| Livewire sluit zich aan bij Harley Quinn en Poison Ivy. Batman is in Europa, dus Batgirl en Supergirl sluiten de handen in elkaar. Crossover met Superman: The Animated Series                                                                      |     |                                        |                 |                                    |                   |
| Mad Love | 021 | Joker en Harley Quinn                  | Butch Lukic     | Paul Dini and Bruce W. Timm        | 16 januari 1999   |
| Harley Quinn herinnert zich hoe ze als psychologe in Arkham verliefd werd op de Joker, en wil iets bedenken om hen voorgoed van Batman af te helpen.                                                                                                |     |                                        |                 |                                    |                   |
| Chemistry | 022 | Poison Ivy                             | Butch Lukic     | Stan Berkowitz                     | 24 oktober 1998   |
| Veel inwoners van Gotham worden verliefd op hun ideale partners, die allemaal groene ogen hebben. Ook Bruce Wayne, die trouwt en stopt met Batman zijn.                                                                                             |     |                                        |                 |                                    |                   |
| Beware the Creeper | 023 | Joker en Creeper                       | Dan Riba        | Steve Gerber                       | 7 november 1998   |
| Verslaggever Jack Ryder wordt door de Joker per ongeluk in de Creeper veranderd. Jack Ryder kwam al vaker in de serie voor, maar dit is zijn debuut als The Creeper.                                                                                |     |                                        |                 |                                    |                   |
| Judgment Day | 024 | The Judge                              | Curt Geda       | Rich Fogel and Alan Burnett        | 31 oktober 1998   |
| Een geheimzinnige vigilante genaamd The Judge pleegt aanslagen op allerlei schurken zoals de Riddler, de Penguin en Two-Face. |     |                                        |                 |                                    |                   |

## Crossovers

### Static Shock
In de serie Static Shock kwamen drie afleveringen voor waarin Batman of enkele van zijn bekendste bijpersonages een gastoptreden hadden.
Hoewel de afleveringen tegelijk werden geproduceerd met Teen Titans en Justice League, vonden de afleveringen niet ook rond deze tijd plaats. De eerste twee crossovers spelen zich af tijdens of kort na The New Batman Adventures, en de laatste zowel tijdens de serie Justice League (heden) als Batman of the Future (toekomst).
| Titel Aflevering | #   | Regisseur      | Schrijvers    | Uitzenddatum VS |
| ---------------- | --- | -------------- | ------------- | --------------- |
| The Big Leagues  | 014 | Len Uhley      | Dave Chlystek | 26 januari 2002 |
| Hard as Nails    | 025 | Paul Dini      | uncredited    | 25 januari 2003 |
| Future Shock     | 040 | Stan Berkowitz | Vic Dal Chele | 17 januari 2004 |

### Superman
Deze crossovers waren met Superman: The Animated Series.
| Titel aflevering | #   | Regisseur        | Schrijvers                              | Uitzenddatum VS   |
| --- | --- | ---------------- | --------------------------------------- | ----------------- |
| World's Finest: Part I | 029 | Toshihiko Masuda | Alan Burnett, Paul Dini, Rich Fogel     | 4 oktober 1997    |
| De Joker biedt Lex Luthor aan om Superman voor hem te doden. Bruce Wayne komt tegelijkertijd naar Metropolis voor zaken met Luthor en om de Joker op te sporen. Tegelijkertijd begint hij een relatie met Lois Lane. |     |                  |                                         |                   |
| World's Finest: Part II | 030 | Toshihiko Masuda | Alan Burnett, Paul Dini, Steve Gerber   | 4 oktober 1997    |
| Batman en Superman slaan met tegenzin de handen ineen om de Joker op te sporen. |     |                  |                                         |                   |
| World's Finest: Part III | 031 | Toshihiko Masuda | Alan Burnett, Paul Dini, Stan Berkowitz | 4 oktober 1997    |
| Luthor probeert de Joker te verraden, maar deze ontvoert hem en wil vervolgens Metropolis terroriseren. |     |                  |                                         |                   |
| Knight Time | 043 | Curt Geda        | Robert Goodman                          | 10 oktober 1998   |
| Bruce Wayne is verdwenen. Superman neemt hierop tijdelijk de identiteit van Batman over. |     |                  |                                         |                   |
| The Demon Reborn | 052 | Dan Riba         | Rich Fogel                              | 18 september 1999 |
| Ra's al Ghul probeert Supermans krachten over te nemen. |     |                  |                                         |                   |

## Film:Mystery of the Batwoman
| Titel aflevering | #   | Booswicht(en)                                    | Regisseur                   | Schrijvers           | Uitzenddatum VS |
| --- | --- | ------------------------------------------------ | --------------------------- | -------------------- | --------------- |
| Batman: Mystery of the Batwoman | 004 | Penguin, Rupert Thorne, Carlton Duquesne en Bane | Alan Burnett Michael Reaves | Curt Geda Tim Maltby | 21 oktober 2003 |
| Een geheimzinnige Batwoman begint op gewelddadige wijze de misdadige plannen van de Penguin, Rupert Thorne en Carlton Duquesne te bevechten. Deze huren Bane in om hun smokkelhandel ongestoord te kunnen laten plaatsvinden. |     |                                                  |                             |                      |                 |